# 베레

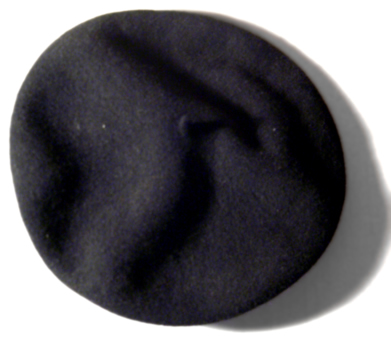
바스크인들의 베레

베레(프랑스어: béret, 문화어: 둥글모자) 또는 베레모(Béret帽)는 챙이 없는 둥글며, 펠트로 만드는 모자이다. 원래 프랑스인들이 전통적으로 쓰고 다니던 모자였다. 지금은 세계 각국의 군인들의 제식 모자로 채용되고 있으며, 특정한 색깔의 베레를 쓰고 전투에 임하는 부대는 베레의 색깔에 따라 애칭을 부여받기도 한다. 대표적인 예는, 미국 육군 특수부대의 애칭인 그린베레(Green Berets), 프랑스 해군 특수전부대의 애칭인 Bérets verts 등이 있다. 군인들의 베레에는 어느 정도 늘어난 부분이 있는데, 이를 탄 베레(tan beret)이라고 하며, 이런 유형의 베레는 미국 육군 레인저, 오스트레일리아 육군 등이 사용하고 있다.

## 베레의 특성과 쓰는 방법
베레는 처음에는 바스크(프랑스 남부와 스페인 북부지역 일부) 농민들이 착용하였고, 모직물을 뜨개질해서 만들었다. 지금의 베레는 모직물, 펠트, 아크릴 섬유를 주로 사용하고 있다.
제식으로서의 베레도 대부분 모직물을 사용하지만, 일부에서는 가죽이나 비단을 사용하기도 한다. 가끔은 끈에 모자를 바짝 죄기도 한다. 끈을 안으로 묶거나, 넣으며, 왼쪽으로 기울여 쓴다. 또한 일부의 경우 기장을 붙이기도 한다. 몇몇 베레에서는 아교를 먹인 천을 보강재로 사용하는 천을 기장으로 쓰기도 한다.
군용 베레는 어느 정도 기울이지만, 바스크인들의 베레는 대체로 접히기도 한다.

## 군용 베레
베레는 20세기 중반 이후부터 여러 나라의 군인들의 제식으로 사용하고 있다. 현재 하늘색 베레(blue beret)는 국제 연합 평화유지군의 상징으로 쓰이고 있다. 군용 베레는 대체로 오른쪽으로 쓰고 있지만, 유럽에서는(프랑스를 포함하여) 왼쪽으로 쓰고 있다.
베레는 군인들에게 있어 아주 매력적인 특징이 있다. 먼저 싸고, 대량으로 만들 수 있다는 것이다. 둘째는 다양한 색깔을 낼 수 있으며, 이로 인해 특정 병과를 상징하거나 그 내부에서의 단결을 유도할 수 있다는 점이다. 셋째는, 베레를 착용함으로써 특정 군모로는 쓰기가 불편한 군 장비를 더욱 쉽게 사용할 수 있다. 대표적으로 전차 부대는 베레를 착용함으로써 통신장비를 자유롭게 착용하고 군사작전에 임할 수 있다.
그렇지만, 보병들의 경우, 챙이 넓은 모자가 베레보다 전투에 유리하기 때문에, 보병들은 주로 대외적인 목적에서만 베레를 착용한다.
베레는 특히 기갑부대의 승무원이 자주 사용한다. 영국군 기갑부대는 1918년에 베레를 정식 군모로 채택하였으며, 독일의 경우, 1930년대 후반 헬멧 안쪽을 덧댄 베레를 사용하기 시작하였다. 검은색 베레는 기갑차량의 안쪽의 기름 얼룩을 보여주지 않기 때문에 기갑부대 대원들의 머리 장식이 되었다. 또한, 이 검은색 베레는 영국 연방의 여러 기갑부대에서도 착용하였다.
미국, 중화인민공화국, 러시아(옛 소비에트 연방) 등의 베레 착용 방법은 다른 나라의 군대에서도 이를 본뜨고 있다.
아래는 세계 여러 나라의 베레모 색상과 착용 부대이다.

## 나라별

### 그리스
- 어두운 파랑 - 해병대
- 밝은 파랑 - 대통령궁 경비부대
- 검정 - 기갑부대
- 녹색 - 특수부대
- 어두운 빨강 - 육군 항공대
- 오렌지 - 육군 헬기부대

### 남아프리카 공화국
- 녹색 - 보병
- 검정 - 기갑부대
- 오렌지 - 헌병
- 밤색 - 특수부대, 의무병
- 어두운 파랑 - 포병, 공병
- 밝은 파랑 - 행정
- 밝은 갈색 - 보병
- 위장무늬 - 제32연대(특수부대)

### 네덜란드
- 검정 - 보병, 기갑, 해병대
- 녹색 - 특수부대
- 빨강 - 공수부대
- 회청 - 공군
- 어두운 어두운 파랑 - 해군
- 밝은 파랑 - 헌병

네덜란드의 경우, 다양한 색상을 통하여 병과를 세분화하여 구별하기도 한다.

### 노르웨이

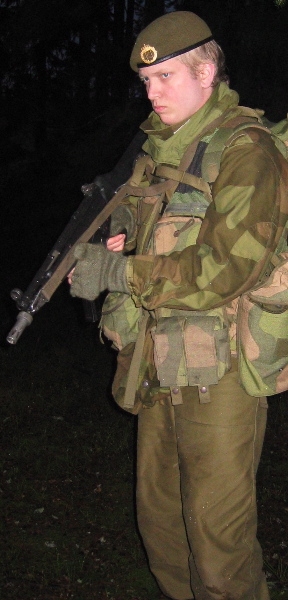
올리브색 베레를 착용한 노르웨이 군인

노르웨이군의 베레에는 H자가 새겨져있다. 이는 국왕 하랄 5세의 머릿글자를 의미한다고 한다.
- 어두운 녹색- 북부 핀마크지역 주둔군
- 검정 - 기갑부대, 정보부대
- 카키색 - 제2연대
- 에머랄드빛이 있는 녹색 - 텔레마크 연대
- 밤색 - 특수부대
- 빨강 - 헌병
- 올리브색 - 보병, 포병, 근위대(은색 휘장)
- 어두운 파랑 - 해군
- 파랑 - 공군
- 밝은 파랑 - 방공포병

### 대한민국
- 흑록색 - 육군
- 검정 - 육군 특수전사령부, 카투사, 학생 군사 훈련단(ROTC)
- 빨강 - 공군 CCT
- 자주 - 공군 제6탐색구조비행전대
- 녹색 - 해병수색대, 해병 전차대대, 해병 상륙돌격장갑차대대
- 회색 - 해군 특수전전단
- 남색 - 공군 헌병
- 하늘색 - 평화유지군

### 덴마크
- 녹색 - 포병, 통신, 공병, 예비군
- 빨강 - 헌병
- 밤색 - 특수부대
- 검정 - 보병, 기갑부대, 정찰대
- 어두운 파랑 - 해군
- 뱕은 회청 - 공군
- 밝은 파랑 - 육군 항공대

### 독일

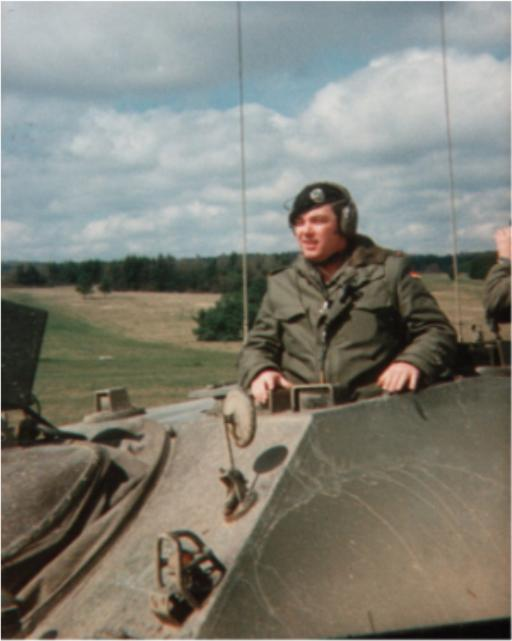
검정 베레를 착용하고 있는 독일(당시 서독)군 부사관. 1989년

독일의 경우, 모든 육군에 베레가 지급되고 있지만, 해군과 공군에서는 육전대에게만 지급되고 있다. 또한 기갑부대의 경우, 열병식등에서도 주로 베레를 사용하고 있다.
- 검정 - 기갑부대, 기갑 수색대
- 밤색 - 특수부대, 공수부대, 육군 항공대
- 빨강 - 포병, 공병, 정보부대, 방공부대, 군수지원부대
- 녹색 - 보병, 기계화 보병, 군악대
- 어두운 파랑 - 의무병
- 네이비 블루 - 해군, 공군 육전대(공군 열병식에도 착용), 유럽 엽합군

### 미국
- 녹색 - 육군 특수부대(Green Berets)

## 군 이외의 조직에서의 베레 사용
만화가들이 쓰는 베레모도 있다.

## 같이 보기
- 비레타
- 플랫캡
- 주케토